# 머펫의 크리스마스 캐롤
머펫의 크리스마스 캐롤(The Muppet Christmas Carol)은 미국에서 제작된 브라이언 헨슨 감독의 1992년 영화이다. 마이클 케인 등이 주연으로 출연하였고 마틴 G. 베이커 등이 제작에 참여하였다.

## 출연

### 주연
- 마이클 케인

### 조연
- 데이브 고엘즈
- 스티브 휘트미어
- 제리 넬슨
- 프랭크 오즈
- 데이빗 루드먼
- 카렌 프렐
- 윌리엄 토드 존스
- 제시카 폭스

## 제작진
- 원작자: 찰스 디킨스
- Line PD: 데이비드 배론
- 공동제작: 제리 줄
- 미술: 발 스트라조벡
- 의상: 폴리 스미스
- 배역: 수잔 크로리
- 배역: 마이크 펜튼
- 배역: 길리 풀

## 한국어 더빙 성우진(KBS, 2002년 12월 24일)
- 유강진 - 스크루지 (마이클 케인)
- 이인성 - 곤조 (데이브 고엘즈)
- 이재명 - 리조 (스티브 휘트미어)
- 강수진 - 프레드 (스티븐 매킨토시)
- 설영범 - 밥 (제리 넬슨)
- 임은정 - 에밀리
- 탁원제 - 제이콥 (제리 넬슨)
- 이윤선 - 로버트 (데이브 고엘즈)
- 노민
- 장승길
- 정미숙
- 양석정

## 같이 보기
- 크리스마스 영화 목록